# ドラゴン特攻隊
『ドラゴン特攻隊』（ドラゴンとっこうたい、原題：迷你特攻隊、英題：Fantasy Mission Force）は、1982年製作の台湾・香港合作のアクション映画。チュー・イェンピン監督、ジミー・ウォング製作・主演。

## 概要
第二次世界大戦下の中国を舞台に、日本軍に捕らわれた連合軍捕虜の救出作戦に従事する寄せ集め部隊の活躍を描く。
1979年に発生した、ジャッキー・チェンのトラブル（二重契約問題）をジミー・ウォングが手打ちにしたことから、ジャッキーがジミーへの義理立てで準主演級で出演しており、クライマックスは1977年の『ファイナル・ドラゴン』以来の、ジミー対ジャッキーの決闘が描かれた。ただし、ジャッキーの攻撃が、なぜかジミーにはいっさい当たらないという接待アクションとなった。
内容的には、支離滅裂な時代考証やナンセンスに徹した脚本など、強引でチープな作風が目立つが、タオ・ダーウェイやブリジット・リンら、当時の香港・台湾の一流どころのタレントをほしいままに集めて出演させており、いろいろな意味で当時の香港・台湾芸能界におけるジミーの影響力の大きさが窺える作品である。

## あらすじ
第二次世界大戦中と思わしき時代の中国大陸。アメリカ軍・イギリス軍・フランス軍・アフリカ軍の将軍が、50万ドルの軍資金と共に日本軍に拉致された。救出のため、歴戦のベテラン・ドン中尉（ジミー・ウォング）を隊長に決死隊が編成されたが、人選は相当にクセのあるドンの旧知の者ばかり。
一方、胡散臭い賭け勝負でシノギを挙げる賞金稼ぎのシャオ・リー（ジャッキー・チェン）は、ドンの部隊と行く先々で因縁がてら行動を共にするようになる。
特攻隊の行く手を阻むアマゾネス軍団により、隊長のドン中尉は戦死。他の特攻隊のメンバーは全員捕われてしまう。しかしたまたま通りすがったシャオの助けで、何とか脱出に成功する。そして一夜の宿をと特攻隊が入っていったのは、幽霊屋敷。
困難を乗り越え、ようやく特攻隊は将軍が拉致されている砦に辿り着く。だが将軍も軍資金もそこには無かった。そして迎え撃つのは、ハーケンクロイツと日章旗をペイントした乗用車に乗る、裃のサムライとマスクとマント男たちによる、ドイツ軍と日本軍。ドイツ軍と日本軍は、特攻隊たちが軍資金を奪ったとして、明朝までに明け渡すように勧告する。特攻隊はどうせ殺させるならと自身たちの命と軍資金を賭けて徹底抗戦、特攻隊側にも多くの犠牲者が生じるが、なんとか敵を全滅させる。
だがそこに現れたのは、死んだはずのドン中尉と四将軍。実は軍資金を独り占めしようという中尉の策略であった。そして中尉とシャオの一騎討ちが始まった。

## キャスト
| 役名               | 俳優               | 日本語吹替 | 日本語吹替   |
| 役名               | 俳優               | ソフト版   | 日本テレビ版 |
| ------------------ | ------------------ | ---------- | ------------ |
| シャオ・リー       | ジャッキー・チェン | 石丸博也   | 石丸博也     |
| ドン中尉           | ジミー・ウォング   | 池田秀一   | 小川真司     |
| リリー（リンリン） | ブリジット・リン   | 田中まりか | 山田栄子     |
| ビリー・ザ・キッド | タオ・ダウェイ     | 吉良克哉   | 羽佐間道夫   |
| チョビヒゲ         | ソン・ユー         | 千葉繁     | 及川ヒロオ   |
| オマツ             | ファン・チェン     | 木澤智之   | 富田耕生     |
| B子                | シウ・プリャオ     | 鈴木智晴   | 大泉滉       |
| パピヨン           | カオ・リンファン   | 羽切翔     | 喜多川拓郎   |
| エルニュー         | チャン・リン       | 渋谷朋子   | 小宮和枝     |

- 日本テレビ版 - 初回放送1985年4月10日『水曜ロードショー／ジャッキー・チェンのドラゴン特攻隊』

## スタッフ
- 監督：チュー・イェンピン
- 脚本：韋辛
- 製作：江文雄、沈曉印
- 製作総指揮：ジミー・ウォング
- 武術指導：林萬掌
- 製作会社：香港正明影業

### 日本語版スタッフ
|          | ソフト版 | 日本テレビ版                       |
| -------- | -------- | ---------------------------------- |
| 演出     | 遠藤智博 | 蕨南勝之                           |
| 翻訳     |          | 矢田尚                             |
| 効果     |          | 佐藤良介                           |
| 調整     |          | 近藤勝之                           |
| 担当     |          | 大戸正彦                           |
| 解説     |          | 水野晴郎                           |
| 制作     | FILMEDIA | コスモプロモーション               |
| 初回放送 |          | 1985年4月10日 『水曜ロードショー』 |

- 2014年発売のBlu-ray Discには、全ての日本語吹替が収録されている。

## 日本公開版
1983年日本公開。東映配給（東映系公開、併映は横山やすし主演の『唐獅子株式会社』）。北京語音声で公開された。東映は1983年8月の『カンニング・モンキー 天中拳』公開時に、『成龍拳』を1984年のお正月映画として公開する事を発表しており既にポスター付き前売券も発売していたが、「『成龍拳』の内容が正月作品向きではない」との理由で、公開直前に急きょ『ドラゴン特攻隊』に変更している。その後、『成龍拳』は別日で、別ポスター付き前売券を発売、公開された。
日本公開時のキャッチコピーは「根っから陽気 とことん過激 ジャッキー・チェンがぶっちぎる」というのと、「彼の目が澄んでいるのは、きっとあなたのせいだ…」というものがあった。また、前売券の購入特典として、白のタキシード姿のジャッキーの全身ポスターが貰えた。
なお東映が日本公開に際して、独自にもんた&ブラザーズが歌う日本オリジナルの主題歌「デンジャー・ラブ」（作曲：もんたよしのり　作詞：吉田美奈子　編曲：久石譲）をクライマックスのジミー対ジャッキーに挿入した。1985年4月10日、日本のテレビ（日本テレビ系「水曜ロードショー」）で放送された際は、日本語吹替音声のトラックはオリジナル台湾版音声で「デンジャー・ラブ」は流れなかったが、副音声の北京語トラックには同曲が入った日本公開版の音源が使用されるという仕様で放送された。
ソフトに関しては、国内で発売された商品は長らく台湾公開版をベースにしたものであったが、2012年にFILMEDIA CORP社から発売された日本版ソフトは、前述の「デンジャー・ラブ」をクライマックスの決闘シーンに編入し、若干流れるタイミングが遅れているもののクライマックスのみ東映公開版を再現した仕様になっていた。
2014年8月にパラマウントジャパンから発売されたブルーレイソフトは、上記のテレビ放送時の吹替音源と2012年版ソフトの新録吹替音源を同時に収録しているほか、保管されていた東映版フィルムも全編収録しており、公開から30年を経てようやく日本公開版の初ソフト化が実現した。